# Austin Winkler
Austin John Winkler, más conocido como Austin Winkler (25 de octubre de 1981), es un vocalista y compositor estadounidense, conocido por ser el anterior vocalista y fundador de la banda de post-grunge Hinder.
El 13 de diciembre Austin Winkler publicó en su cuenta de Facebook y Twitter que ya no sigue en Hinder.

## Biografía

### Comienzos en Hinder
Antes de formar Hinder, Winkler cantó en una banda de covers hasta el 2001. Mientras tocaba en una fiesta conoció a Hanson y Garvey y, poco tiempo después, formaron Hinder. Winkler continuó escribiendo la mayor parte de la música de la banda con Brian Howes y Cody Hanson. 
En abril de 2003, Hinder concursó en Bandness de marzo organizado por la estación de radio de la ciudad de Oklahoma KHBZ-FM (94.7), donde llegaron a la final, perdiendo frente al grupo OKC Falcon Five-O. 
Lanzaron su primer EP titulado Far From Close el mismo 2003 bajo el sello discográfico independiente Brickden Records. Se vendieron unos 5.000 ejemplares. En 2004, los tres miembros de entonces comenzaron a trabajar en material nuevo para su próximo lanzamiento independiente. Estas demostraciones llamaron la atención de varios sellos discográficos importantes.

### Vida personal
Winkler y su compañero de la banda Cody Hanson escribieron la canción 'Lips Of An Angel', sencillo que alcanzó el puesto #3 en Billboard Hot 100 chart. La canción se dice que es una experiencia de la vida real que tuvo con su exnovia. Actualmente está casado con la actriz y modelo Jami Miller.
Un dato que cabe mencionar son sus «movimientos» con los brazos al cantar cuando no toca instrumentos. Son unos movimientos muy notorios y llamativos a la hora de cantar, se puede decir que es su marca personal

## Discografía

### Con Hinder
- Far from close(2003)
- Extreme Behavior (2004)
- Take it to the limit (2008)
- All American Nightmare (2010)
- Welcome to the Freakshow (2012)

### Sencillos de Hinder
- Get Stoned
- Lips of an Angel
- How Long
- Better Than Me
- Homecoming Queen
- Use Me
- Up all Night
- Loaded & Alone
- All American Nightmare
- Without You
- What ya gonna do